# Никулин, Владимир Илларионович
Владимир Илларионович Никулин (род. 11 ноября 1928, с. Сандата, Сальский район, Ростовская область, РСФСР, СССР) — советский партийный деятель. Член КПСС с 1954 года; кандидат в члены ЦК КПСС (1981—86 гг.), первый секретарь Калмыцкого обкома КПСС (1978—85 гг). Депутат Совета Национальностей Верховного Совета СССР 10-11 созывов (1979—89 гг) от Калмыцкой АССР.

## Биография
Русский.
С 1944 - шофер на МТС. В 1950-1954 гг - служил в СА.
Окончил Ставропольский сельскохозяйственный институт в 1961 году и ВПШ при ЦК КПСС (заочно) в 1967 году.
С 1960 года работал в хозяйствах Ростовской области.
С 1963 года — на советской и партийной работе в Калмыцкой АССР.
В 1968—1972 годах — министр мелиорации и водного хозяйства Калмыцкой АССР.
В 1976—1978 годах — второй секретарь Калмыцкого обкома КПСС.
В 1978—1985 годах — первый секретарь Калмыцкого обкома КПСС.
С 1985 года — на пенсии.
Награждён орденами: Октябрьской Революции, Трудового Красного Знамени, "Знак Почёта" (дважды).
Жена - Никулина Лидия Дмитриевна, "Отличник народного просвещения", депутат Элистинского горсовета.